# Bellator 212
Bellator 212: Primus vs. Chandler 2 è stato un evento di arti marziali miste tenuto dalla Bellator MMA il 14 dicembre 2018 alla Neal S. Blaisdell Arena di Honolulu negli Stati Uniti.

## Risultati
|                                        | Divisione            |                   |           |                  | Metodo                                      | Round     | Tempo     | Premio    |
| Main Card                              | Main Card            | Main Card         | Main Card | Main Card        | Main Card                                   | Main Card | Main Card | Main Card |
| -------------------------------------- | -------------------- | ----------------- | --------- | ---------------- | ------------------------------------------- | --------- | --------- | --------- |
| Sfida valida per il titolo di campione | Pesi leggeri         | Michael Chandler  | batte     | Brent Primus (c) | Decisione unanime (50–45, 50–45, 50–45)     | 5         | 5:00      |           |
|                                        | Pesi massimi         | Javy Ayala        | batte     | Frank Mir        | KO tecnico (sottomissione ai pugni)         | 2         | 4:30      |           |
|                                        | Pesi piuma           | A.J. McKee        | batte     | Daniel Crawford  | Sottomissione (anaconda choke)              | 2         | 4:30      |           |
|                                        | Pesi mosca femminili | Juliana Velasquez | batte     | Alejandra Lara   | Decisione non unanime (28–29, 29–28, 30–27) | 3         | 5:00      |           |
|                                        | Pesi piuma           | Sam Sicilia       | batte     | Derek Campos     | Decisione non unanime (28–29, 29–28, 29–28) | 3         | 5:00      |           |
| Card Preliminare                       |                      |                   |           |                  |                                             |           |           |           |
|                                        | Pesi piuma           | Toby Misech       | batte     | Edward Thommes   | KO tecnico (ginocchiata volante e pugni)    | 3         | 2:25      |           |
|                                        | Pesi piuma           | Tywan Claxton     | batte     | Kaeo Meyer       | KO tecnico (pugni)                          | 1         | 2:56      |           |
|                                        | Pesi welter          | Robson Gracie Jr. | batte     | Brysen Bolohao   | Sottomissione (rear-naked choke)            | 2         | 4:00      |           |
|                                        | Pesi leggeri         | Chris Avila       | batte     | Brandon Pieper   | Sottomissione (rear-naked choke)            | 1         | 3:44      |           |
| Card Postliminare                      |                      |                   |           |                  |                                             |           |           |           |
|                                        | Pesi piuma           | Nick Badis        | batte     | Paul Lopes       | Sottomissione (rear-naked choke)            | 1         | 3:13      |           |